# Параваевы
 Параваевы  — деревня в Оричевском районе Кировской области в составе Гарского сельского поселения.

## География
Находится на расстоянии примерно 10 км на север от районного центра поселка Оричи.

## История
Известна с 1678 года как деревня Синцовская с 2 дворами, принадлежавшая Успенскому Трифанову монастырю. В 1764 году учтено 130 жителя. В 1873 году здесь (Синцовская 2-я) было отмечено дворов 27 и жителей 157, в 1905 (Синцовская 2-я или Пороваевы) 41 и 260, в 1926 (уже Параваевы или Синцовская 2-я) 53 и 260, в 1950 33 и 140, в 1989 году оставалось 3 жителя. Нынешнее название утвердилось с 1950 года.

## Население
Постоянное население  составляло 2 человека (русские 100%) в 2002 году, 0 в 2010.